# معبد آگوستوس
معبد آگوستوس (به کرواتی: Augustov hram)، یک معبد رومی متعلق به دوره جمهوری روم است که اکنون در پولا، کرواسی واقع شده‌است. بنای اصلی معبد احتمالاً در سال‌های حُکم‌رانی آگوستوس بر امپراتوری روم بنا شد.
این بنا با پلاک «Z-864» در زُمرهٔ میراث فرهنگی کرواسی به ثبت رسیده‌است.

## نگارخانه

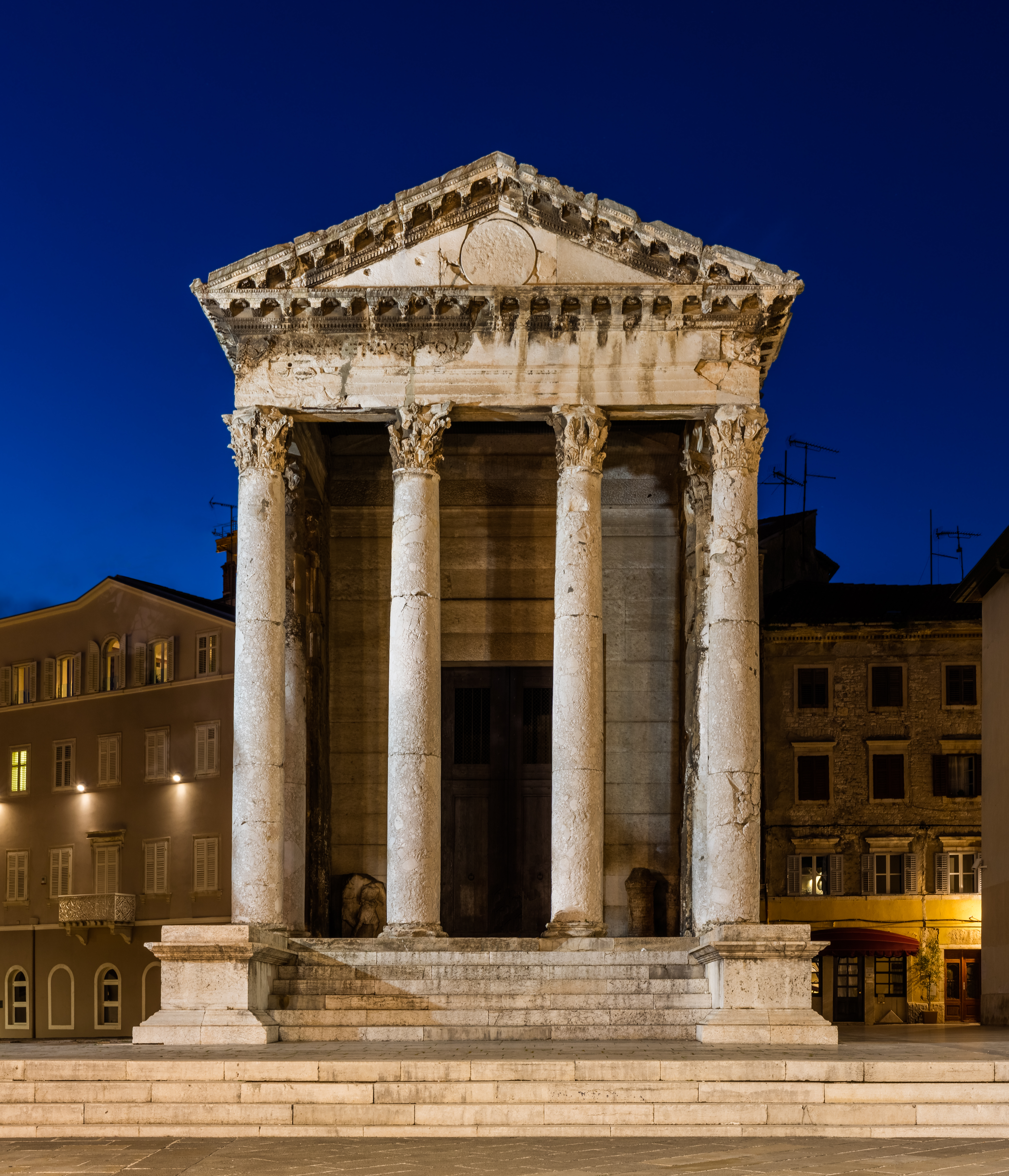
نمایی روبرو از معبد آگوستوس
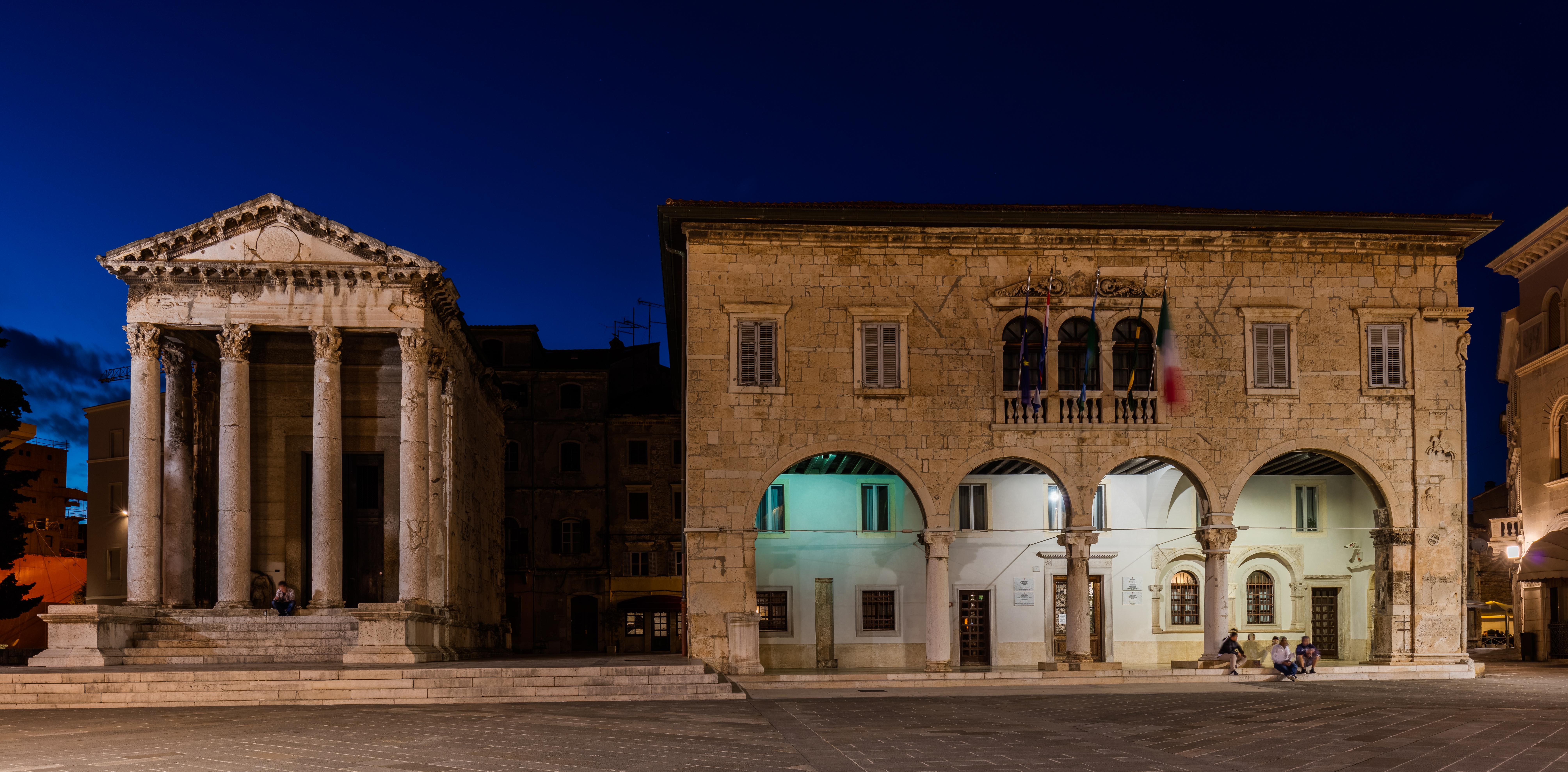
نمایی از معبد آگوستوس و ساختمان شهرداری پولا
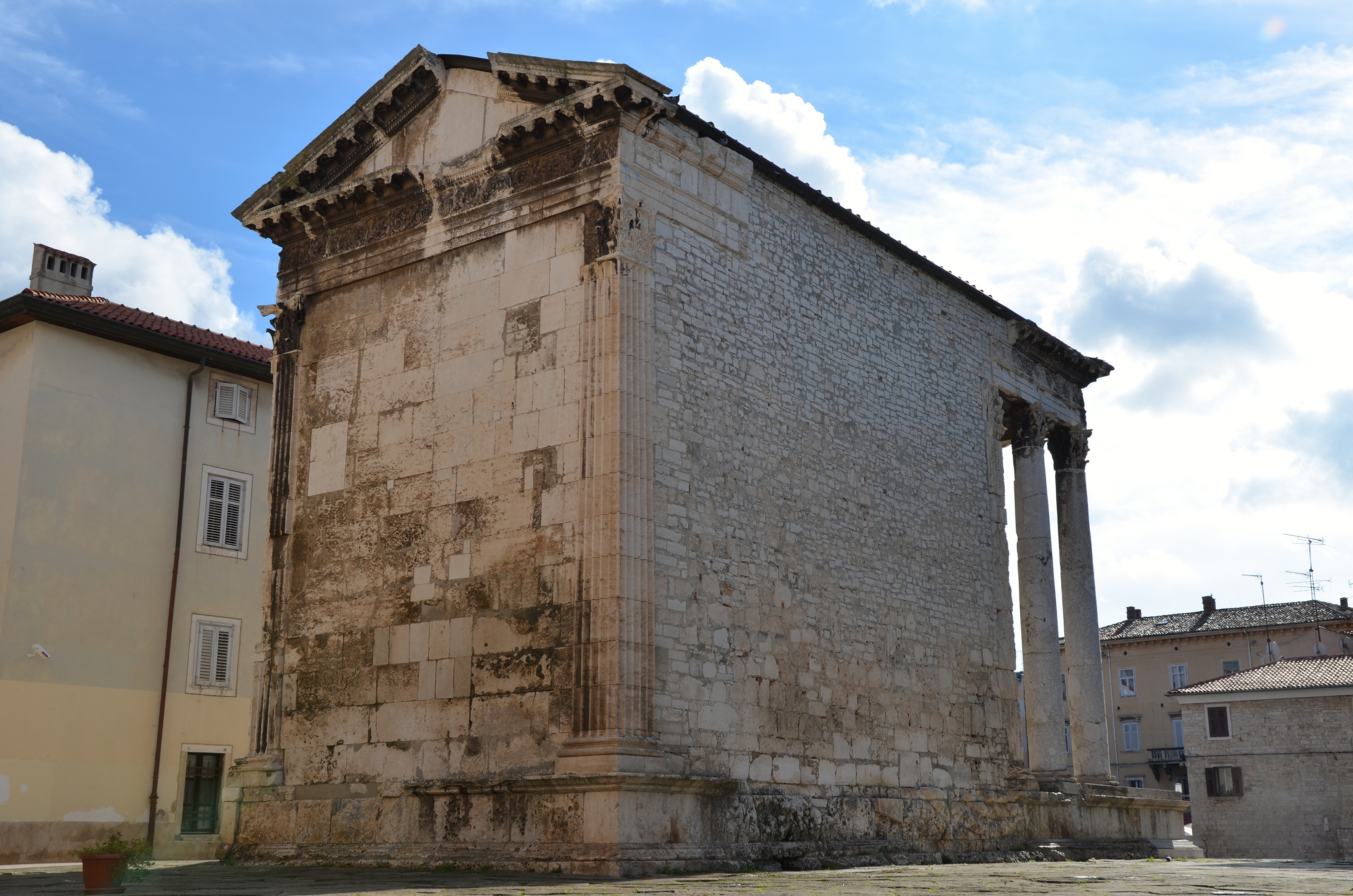
نمایی از پشت ساختمان معبد